# Symphytognathidae
Symphytognathidae este o familie de păianjeni, cu 44 de specii descrise în 5 genuri. Această familie include cea mai mică specie de păianjeni descrisă până acum, Patu digua, de numai 0,37 mm. 

## Răspândire
Familia cuprinde specii ce se întâlnesc la tropice din America Centrală, America de Sud, Australia (cu Oceania), trei specii (Anapistula benoiti, Anapistula caecula, Symphytognatha imbulunga) au fost descoperite în Africa și una (Anapistula ishikawai) în Japonia. Anapistula jerai se găsește în Asia de Sud-Est.

## Genuri
- Anapistula Gertsch, 1941 — America de Sud, America Centrală, Africa, Asia, Australia
- Anapogonia Simon, 1905 —  Java
- Curimagua Forster & Platnick, 1977 —  Panama, Venezuela
- Globignatha Balogh & Loksa, 1968 —  Brazilia, Belize
- Patu Marples, 1951 —  Columbia, Oceania
- Symphytognatha Hickman, 1931 —  America Centrală, Venezuela, Columbia, Brazilia, Africa, Australia, Noua Guinee